# Хайнрих XII фон Папенхайм
Хайнрих XII фон Папенхайм (на немски: Heinrich XII von Pappenheim; † 24 март 1511) е имперски наследствен маршал на Папенхайм в Бавария, имперски пфлегер на Донаувьорт и фогт на Аугсбург. През 1486 г. става рицар във Франкфурт. От 1496 г., след смъртта на чичо му Зигмунд I фон Папенхайм, той получава сеньората.

## Биография
Той е син на Хайнрих XI фон Папенхайм XI († 1482 или 1484) и съпругата му Анна фон Абенсберг († сл. 1432), дъщеря на Йобст фон Абенсберг († 29 август 1428) и Агнес фон Шаунберг († сл. 10 август 1412).
През 1486 г. Хайнрих XII става рицар във Франкфурт, по случай избора и коронизацията на по-късния император Максимилиан I.
През 1492 г. той тръгва с император Фридрих III за Франция против Шарл VIII от Франция, понеже той е пленил херцогинята на Бретания, която е обещана на Максимилиан I. В този поход участват и братовчедите му Зигмунд и Себастиан. Заедно с папенхаймските маршали Вилхелм, Александер, Георг, Себастиан и Зигмунд, през 1497 г. Хайнрих получава от император Максимилиан I Блутбан (Blutbann). Във връзка с това той получава като феод половин фогтай Айбелщат, също една цяла гора (Хут) на Вайсенбургер Форст и в Калдорф, и имения в Цузмарсхаузен. Курфюрст Фридрих III от Саксония му признава службата наследствен маршал.
Хайнрих XII фон Папенхайм се жени за Анна фон Хюрнхайм, дъщеря на Валтер фон Хюрнхайм († 1464) и Амалия фон Елербах († сл. 1464). Бракът е бездетен. Затова след смъртта му 1511 г. собствеността му е разделена от братята му Вилхелм и Александер.